# Glucosio-6-fosfato isomerasi
La glucosio-6-fosfato isomerasi (o fosfoglucosio isomerasi) è un enzima appartenente alla classe delle isomerasi. Catalizza la reazione all'equilibrio di conversione del glucosio 6-fosfato in fruttosio 6-fosfato:
D-glucosio 6-fosfato <=> D-fruttosio 6-fosfato
L'enzima viene codificato dal gene GPI localizzato sul Cromosoma 19 19q12-13.2 a 39.55-39.58Mb.

## Funzione
La proteina ha diverse funzioni sia all'interno che all'esterno della cellula. Nel citoplasma, viene coinvolta nella glicolisi, nella gluconeogenesi e nella via del pentosio-fosfato (fase delle interconversioni) mentre al di fuori della cellula assolve il ruolo di fattore neurotrofico per i neuroni spinali e sensoriali. Difetti nel gene GPI sono la causa principale di una forma di anemia emolitica e di deficit enzimatico e danni neurologici anche incompatibili con la vita.
La reazione più importante nella quale viene coinvolto l'enzima è la catalisi dell'isomerizzazione o modificazione geometrica del fosfoglucosio o glucosio-6-fosfato (G6P) a fruttosio-6-fosfato (F6P), durante la prima fase della glicolisi. Questo enzima sposta l'equilibrio della reazione verso la forma enolica del glucosio la quale è identica alla forma enolica del fruttosio, la reazione si completa quando la forma enolica si "trasforma" in fruttosio per opera dell'enzima.
La glucosio-6-fosfato isomerasi viene anche secreta da alcune cellule tumorali, dove però prende il nome di fattore autocrino di motilità e agisce stimolando il processo di metastasi.